# Astropecten exiguus
Astropecten exiguus är en sjöstjärneart som beskrevs av Ludwig 1905. Astropecten exiguus ingår i släktet Astropecten och familjen kamsjöstjärnor. Inga underarter finns listade i Catalogue of Life.